# Draba ludlowiana
Draba ludlowiana är en korsblommig växtart som beskrevs av Saiyad Masudal Saiyid Masudul Hasan Jafri. Draba ludlowiana ingår i släktet drabor, och familjen korsblommiga växter. Inga underarter finns listade i Catalogue of Life.